# Marshall Herskovitz
Marshall Herskovitz född 23 februari 1952 i Philadelphia, amerikansk manusförfattare, regissör och producent. 

## Filmografi (urval)

### Som regissör
- 1987-1989 - Livet runt trettio (5 avsnitt)
- 1993 – Jack the Bear
- 1998 – En kvinnas öde

### Som manusförfattare
- 1987-1989 - Livet runt trettio (7 avsnitt)
- 1990 – Extreme Close-up
- 2003 – Den siste samurajen
- 2010 – Love and Other Drugs

### Som producent
- 1987-1988 - Livet runt trettio (22 avsnitt)
- 1994 – Höstlegender
- 1998 – En kvinnas öde
- 2000 – Traffic
- 2001 – I Am Sam
- 2003 – Den siste samurajen
- 2006 – Blood Diamond
- 2010 – Love and Other Drugs

### Som skådespelare
- 1988 - Livet runt trettio, avsnitt Therapy (gästroll i TV-serie)